# Gastrotheca piperata
Gastrotheca piperata är en groddjursart som beskrevs av William Edward Duellman och Köhler 2005. Gastrotheca piperata ingår i släktet Gastrotheca och familjen Hemiphractidae. IUCN kategoriserar arten globalt som livskraftig. Inga underarter finns listade i Catalogue of Life.